# تامانومی ماساهیرو
تامانومی ماساهیرو (به ژاپنی: 玉の海 正洋) کُشتی‌گیر سوموی اهل استان آیچی در کشور ژاپن است که پنجاه‌ویکمین کشتی‌گیر دارای رتبهٔ یوکوزونا محسوب می‌شود. وی در سال ۱۹۷۰ میلادی به این مرتبه ارتقا یافت و در سال ۱۹۷۱ میلادی بازنشست شد. تامانومی ماساهیرو توانست ۶ بار قهرمان (یوشو) مسابقات سومو شود.